# 드미트리 호흘로프
드미트리 발레리예비치 호흘로프(러시아어: Дми́трий Вале́рьевич Хохло́в, 1975년 12월 22일 ~ )는 러시아의 축구 선수, 지도자로 현역 시절 포지션은 미드필더이다. 현역 시절에 모스크바 연고의 클럽에서 주로 활동했고, 네덜란드 에레디비시의 PSV 에인트호번와 스페인 라리가의 레알 소시에다드 소속으로도 활약했다. 또한 러시아 국가대표 선수로서 1995년 FIFA 세계 청소년 축구 선수권 대회, UEFA 유로 1996, 2002년 FIFA 월드컵에 참가했다.
은퇴 후 지도자로 활동하여 디나모 모스크바의 여러 직책을 지냈다.